# Gun Law Justice
Gun Law Justice è un film del 1949 diretto da Lambert Hillyer.
È un western statunitense con Jimmy Wakely, che interpreta il cowboy cantante omonimo, e con Dub Taylor e Jane Adams.

## Produzione
Il film, diretto da Lambert Hillyer su una sceneggiatura di Basil Dickey, fu prodotto da Louis Gray per la Monogram Pictures e girato dall'inizio di dicembre 1948. Il brano della colonna sonora Rose of Santa Fe fu composto da Foy Willingham.

## Distribuzione
Il film fu distribuito negli Stati Uniti dal 13 marzo 1949 al cinema dalla Monogram Pictures.

## Promozione
La tagline è: Fast Fists A-Flyin'! Hot Lead A-Slingin'!... and Jimmy Wakely A-Singin'!.